# 2012 aux Îles Salomon
Cet article présente les faits marquants de l'année 2012 aux Îles Salomon.

## Évènements
- 9 février : Gordon Darcy Lilo, premier ministre des îles Salomon, limoge son ministre des Affaires étrangères, Peter Shannel Agovaka, pour avoir évoqué publiquement la possibilité que le pays établisse des relations diplomatiques officielles avec la Russie[1].

- 16 février : Décès de Sir Baddeley Devesi, né le 16 octobre 1941, premier Gouverneur général des Îles Salomon (de juillet 1978 à juillet 1988).

- 17 juillet : TRAFFIC accuse les îles Salomon de contrevenir aux règlementations internationales sur le trafic des oiseaux, en exportant des oiseaux sauvages capturés mais déclarés comme étant des oiseaux d'élevage. Le pays exporte entre autres des perroquets de l'espèce Cacatoès soufré, en danger critique d'extinction, dont la commercialisation est interdite par la Convention sur le commerce international des espèces de faune et de flore sauvages menacées d'extinction, à laquelle les Salomon sont signataires[2]. Le 26 juillet, les îles Salomon sont suspendues de la Convention[3].

- 1er août : En remportant une élection partielle, Vika Lusibaea devient seulement la deuxième femme dans l'histoire à être élue députée au Parlement national des îles Salomon[4].

- septembre : Le prince William, duc de Cambridge et la duchesse de Cambridge visitent les Salomon et les Tuvalu, deux pays où William est deuxième dans l'ordre de succession pour le trône[5].

- 10 septembre : Décès de John Lamani, fondateur du journal Solomon Star (en) et figure majeure des médias salomonais[6],[7].

- 16 novembre : Fin des consultations publiques dans la préparation d'une nouvelle constitution visant à faire des Salomon une république[8].

- 30 novembre : La mission RAMSI (débutée en 2003) touchant à sa fin, les soldats néo-zélandais et tongiens quittent les îles Salomon. Ils confient la relève à des soldats australiens et papou-néo-guinéens, qui devraient quitter le pays à leur tour mi-2013[9].